# 费德里科·费尔南德斯
费德里科·费尔南德斯（Federico Fernández，1989年2月21日—）是一名阿根廷足球运动员，司职后卫，现時為自由球員。

## 俱乐部生涯
2008年，费尔南德斯在阿根廷足球甲级联赛球队拉普拉塔大学生开始足球生涯。2008年9月14日，他在大学生0比1不敌萨斯菲尔德的比赛上演联赛首秀。2009年5月2日，他在客场和拉努斯竞技的比赛中接胡安·塞巴斯蒂安·贝隆的助攻打进职业生涯的首个进球。他跟随球队获得2009年南美解放者杯冠军，但没有在决赛中出场。
2010年12月，费尔南德斯以300万欧元的身价签约意大利足球甲级联赛球队那不勒斯。 不过由于受到没有欧盟护照的限制，他知道2011年7月才登陆意大利。 2011年11月2日，他在欧洲冠军联赛小组赛对阵拜仁慕尼黑的比赛射进加盟那不勒斯后的前两个进球，但最终那不勒斯2比3不敌对手。 2012/13赛季，费尔南德斯在那不勒斯的出场机会变少，他在2013年1月被租借到西班牙足球甲级联赛球队赫塔費半年。他在赫塔菲出场14次，射进1球，在2013年夏季回归那不勒斯。

## 国家队生涯
2009年1月，费尔南德斯曾入选阿根廷20岁以下国家足球队参加在委内瑞拉举行的南美青年足球錦標賽。
2011年4月20日，他在阿根廷和厄瓜多尔的比赛首次代表成年国家队出场。5月25日，他在阿根廷主场4比2击败巴拉圭的友谊赛中射进在国家队的首个进球。

## 外部連結
- Soccerway資料庫：费德里科·费尔南德斯